# Millennium Plaza
Millennium Plaza est un centre commercial d'affaires situé 123, Aleje Jerozolimskie (rue de Jérusalem), dans le quartier d'Ochota à Varsovie.

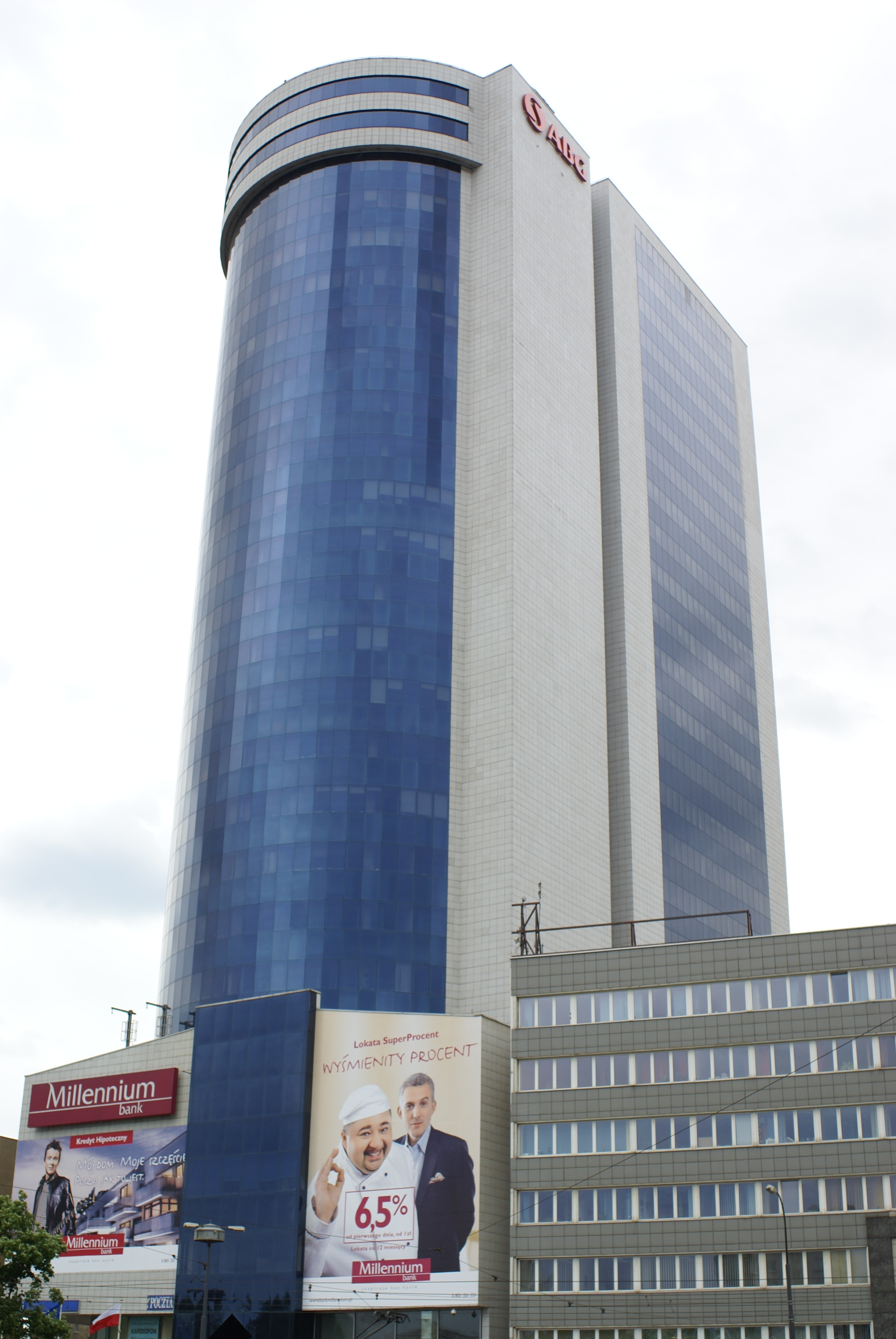

Ce bâtiment haut de 28 étages, soit 112 mètres, a été conçu en partie par l'architecte turc Vahap Toy ; la construction fut achevée en 1999, puis a subi quelques modernisations en 2002, avec notamment l'ajout de 3 ascenseurs pour résoudre les problèmes de mouvements dans le bâtiment.
À la base nommé Reform Plaza, le bâtiment est resté longtemps vide, jusqu'en 2002 où la Bank Millenium S.A. loue 9 étages de bureaux. C'est en l'honneur de ce nouveau locataire que le bâtiment est baptisé Millenium Plaza.
L'intérieur est constitué d'un atrium relié par des ascenseurs panoramiques. L'architecture extérieure fut vivement critiquée lors de sa construction pour ses combinaisons de couleurs dénaturant le caractère original de la rue. Millenium Plaza abrite aujourd'hui une trentaine d'entreprises, dont l’agence de publicité Wprost.
Le dixième étage appartient à l'ambassade d'Argentine et le vingtième étage appartient à l'ambassade du Mexique.

## Liens
(pl + en) Site officiel